# 신명 (기독교)
신명(信名)은 성공회 신자에게 세례성사나 견진성사에서 주어지는 성인의 이름이다. 성인을 본받으라는 의미로 부여되며 대한성공회에서 신명이라 부르며, 성공회 이외의 기독교에서는 세례명으로 부른다.

## 같이 보기
- 세례명